# Toyota iQ
O iQ é um automóvel citadino de porte micro da Toyota. Em junho de 2009 a Toyota anunciou que produziria uma versão do iQ para a Aston Martin, sob o nome Cygnet.
O modelo se destaca pelas pequenas dimensões: apenas 2,985 m de comprimento. Possui versões equipadas com transmissão continuamente variável (Câmbio CVT).

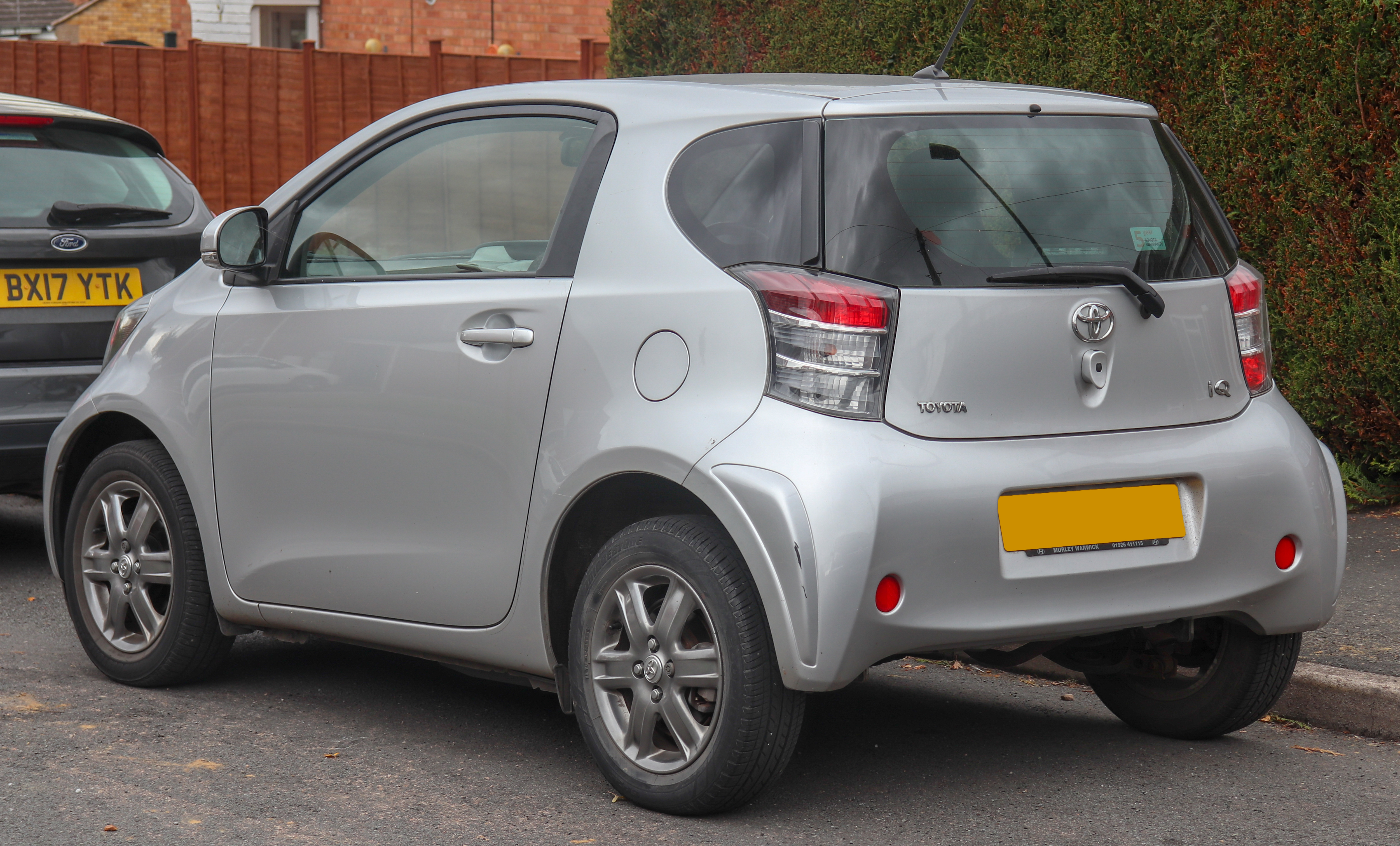
Traseira do modelo

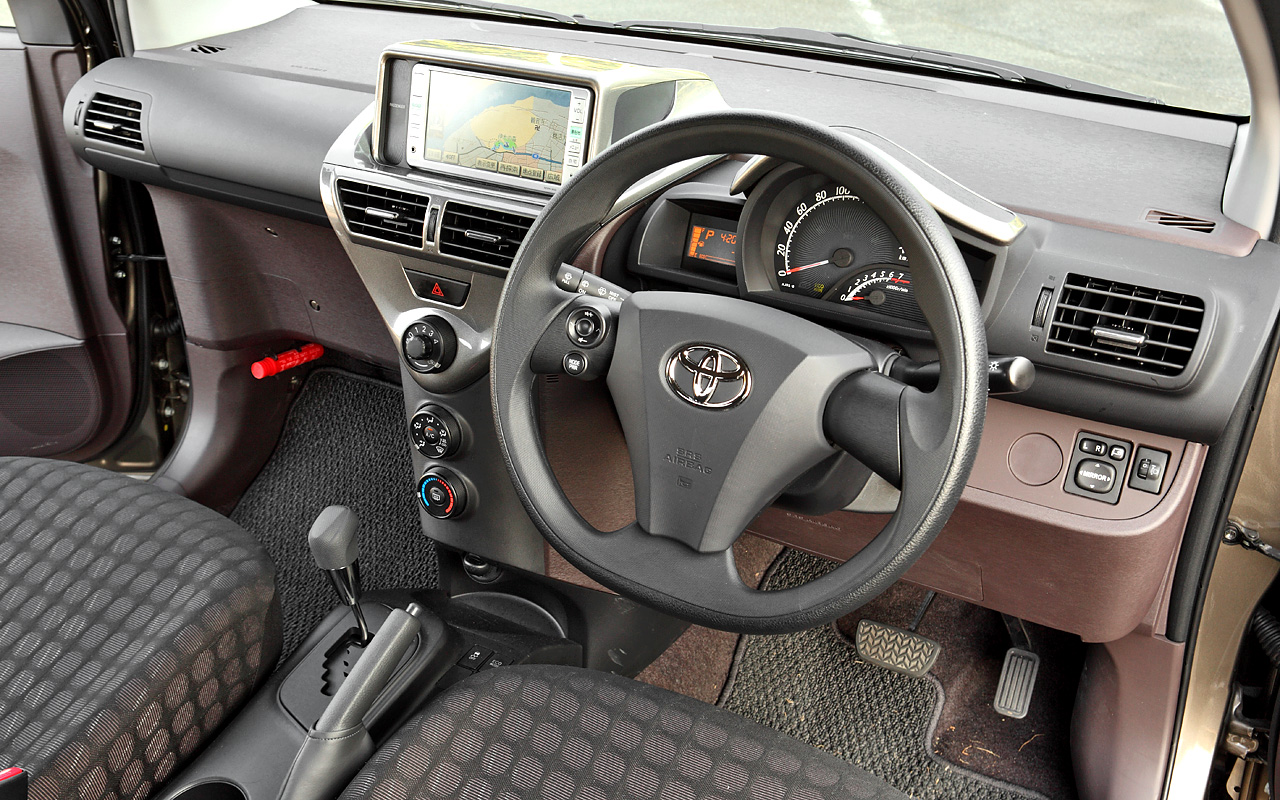
Interior do modelo

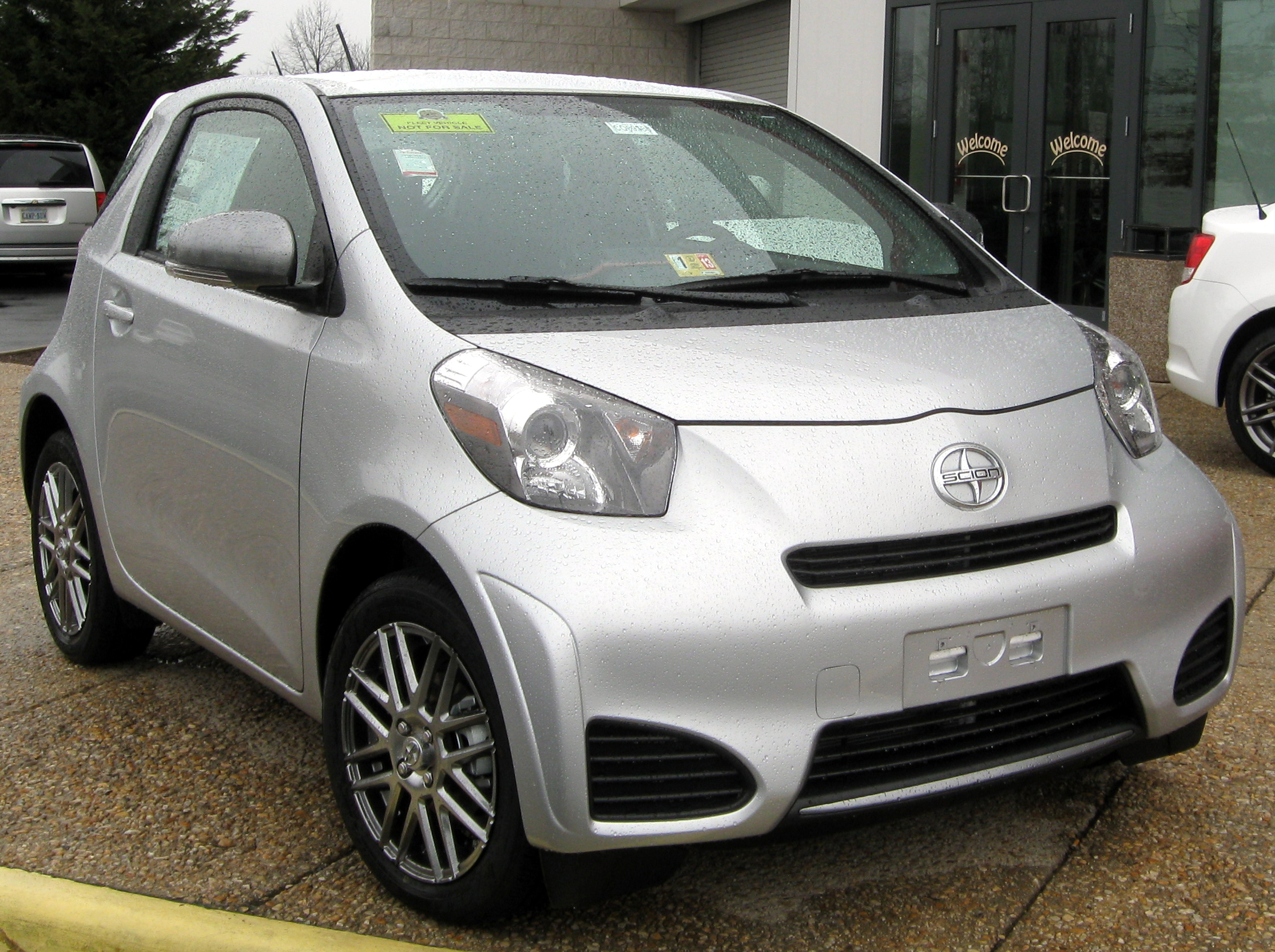
Scion iQ (US)